# Степановское (городской округ Красногорск)
Степановское — деревня в Московской области России. Входит в городской округ Красногорск. Население — 95 чел. (2010). 

## География
Деревня расположена на юго-западе округа, на левом берегу впадающей слева в реку Истру речки Свинорки; высота центра над уровнем моря 174 м. 
Ближайший населённый пункт — посёлок Истра, находящийся на другом берегу речки; в полукилометре севернее деревни проходит автодорога М9 Балтия.
В деревне числятся 1 улица и 6 садовых товарищества.

## История
Примерно в километре к северо-западу от деревни, на берегу реки Истра, расположено городище Дятлова поляна (V в. до н. э. — V в. н. э.) с остатками трёх валов и рвов. Здесь найдены фрагменты керамики дьяковской культуры.
Впервые дворцовое сельцо Степановское упоминается в грамоте 1504 года как лежащее на границе Московского и Звенигородского княжеств. Первоначально Степановское было присёлком села Ильинское (находится в 6 км к юго-востоку от Степановского). В Смутное время Степановское было разорено и долго пустовало; в 1620 году передано в вотчину князю Ивану Урусову, сын которого продал Степановское патриарху Иосифу. С 1656 года Степановское — вновь в дворцовой вотчине.

В это время Свинорка была перегорожена девятью плотинами и превратилась в каскад террасных прудов, сохранившихся до нашего времени. В прудах тогда хранилась живая рыба, отловленная для подачи к царскому столу. В 1677 году царь Фёдор Алексеевич подарил Степановское князю Ю. А. Долгорукову. Долгоруковы владели Степановским почти 100 лет, а в 1763 году продали его помещику Белаго. У того село выкупила И.И. Бекетова, а от неё в 1799 году перешло к П. П. Бекетову. В 1812 году, после французского нашествия, Бекетов писал: 
Имею имение в Московском округе, селе Степановском. В заведении мельниц: водяную мучную (и крупу делала), ветряную мукомольную и пильную (доски и тёс), имел пашню, скотоводство, оранжерею, разные мастерства: столяров, кузнецов, слесарей, бронзовщиков и пр. Всё сие истреблено, строение разорено, изломано, инструменты разграблены и все без действия.
Дом господский и крестьянские все каменные. Дом на 40 саженях в 3 этажа весь разграблен, окна и двери истреблены, из-под печек выломано железо; кладовые, погреба, амбары, магазинный хлеб — всё сие истреблено. Из скота и лошадей господских и крестьянских всё истреблено.
После смерти Бекетова деревня в 1853 году была продана дворянину Я. А. Гречкину, а последними владельцами Степановского были Богдановы.
После Октябрьской революции усадьба перешла в собственность государства и в первые послереволюционные годы служила местом размещения детской колонии. После войны на месте бывшего господского дома построили здание санатория «Истра»; с 1959 года на месте санатория начала работу Московская городская онкологическая больница № 62. В 1929 году крестьяне Степановского были объединены в колхоз.
С 1994 до 2004 года деревня входила в Петрово-Дальневский сельский округ Красногорского района, а с 2005 до 2017 года включалась в состав Ильинского сельского поселения Красногорского муниципального района.

## Население
| 2002 | 2006 | 2010 |
| ---- | ---- | ---- |
| 66   | →66  | ↗95  |